# Tarentaise (streek)
De Tarentaise is een streek in de Savoie, in de Franse Alpen. De Tarentaise bestaat onder meer uit het bovenste gedeelte van het dal van de Isère. Ten zuiden grenst de Tarentaise aan de Maurienne. In de 19e eeuw kreeg de vallei zijn naam, afgeleid van de Latijnse benaming voor Moûtiers, Darantasia. 's Winters is de Tarentaise populair als skigebied. In de Tarentaise liggen drie van 's wereld grootste aaneengesloten skigebieden: Les 3 Vallées, Paradiski en Espace Killy. Om de natuur te beschermen werd het Parc national de la Vanoise opgericht. De rijkdom aan fauna en met name flora is hier groot. Men kan er steenbokken, bergmarmotten, kleine vossen, en vele soorten vogels tegenkomen.

## Wintersport
De Tarentaise herbergt de grootste concentratie van megaskigebieden ter wereld. Van west naar oost gaat het over Le Grand Domaine (Valmorel), Les 3 Vallées (Courchevel, Méribel, Les Menuires en Val Thorens), Paradiski (La Plagne, Peisey-Vallandry en Les Arcs), Espace San Bernardo (La Rosière) en Espace Killy (Tignes en Val-d'Isère). Kleinere skigebieden in de Tarentaise zijn Pralognan, Sainte-Foy-Tarentaise en Notre-Dame-du-Pré. Ten zuiden van de Tarentaise, in de Maurienne, zijn ook verschillende wintersportgebieden.